# Ehrenplakette des Bundes der Vertriebenen
Die Ehrenplakette des Bundes der Vertriebenen ist die höchste Auszeichnung des Bundes der Vertriebenen (BdV). Sie wird seit 1962 durch den BdV an Persönlichkeiten aus Politik, Kirche und öffentlichem Leben sowie an Institutionen verliehen, die sich aus Sicht des BdV um die Vertriebenen verdient gemacht haben.

## Preisträger
| Träger der Ehrenplakette des Bundes der Vertriebenen sind: - Paul Löbe, Reichstagspräsident a. D. - Rudolf Lodgman von Auen - Herbert Kraus - Friedrich Forell - Herbert Girgensohn, Theologe - Heinrich Rogge - Rudolf von Laun, Völkerrechtler - Adolf Kindermann, Weihbischof - Konrad Adenauer - Ernst Paul, Mitglied des Bundestages - Walter von Keudell, Reichsminister a. D. - Franz Thedieck, Staatssekretär a. D. - Wolfgang Jaenicke, Botschafter a. D. - Kurt Urbanek, Landrat a. D. - Georg Baur, Ehrenpräsident des Bauernverbandes der Vertriebenen - Heinrich Maria Janssen, Bischof von Hildesheim - Peter Paul Nahm, Staatssekretär - Gerhard Gülzow, Oberkonsistorialrat Pastor - Carl Brummack, Oberlandeskirchenrat i. R. Pastor - Wenzel Jaksch, MdB, BdV-Präsident, Postum - Theodor Veiter, Völkerrechtler - Friedrich Klein, Völkerrechtler - Fritz Münch, Völkerrechtler - Boris Meissner, Ostrechtler und Historiker - Gotthold Rhode, Historiker - Otto Ulitz, Sprecher der LM der Oberschlesier - Kai-Uwe von Hassel, Präsident des Deutschen Bundestages - Fritz Pirkl, Staatsminister - Axel Springer, Verleger - Reinhold Rehs, Sprecher der Landsmannschaft Ostpreußen, BdV-Präsident - Karl Theodor Freiherr von und zu Guttenberg, Politiker - Karl Kern - Monsignore Wilhelm Scheperjans - Edmund Rehwinkel, Alt-Präsident des Deutschen Bauernverbandes (DBV) - Franz Böhm - Helmut Gossing, Postum, Staatssekretär a. D. - Alfred Seidl, Staatssekretär - Heinrich Windelen, Bundesminister a. D. - Heinz Burneleit, Publizist - Otto von Habsburg-Lothringen - Bernhard Stasiewski, Historiker - Theodor Schieder, Historiker - Josef Joachim Menzel, Historiker - Harald Kruska - Josef Stingl, Vorsitzender Sudetendeutsche Ackermann-Gemeinde - Matthias Walden, Eugen Wilhelm Baron von Saß, Publizist - Gustav Hacker Staatsminister a. D., Postum - Werner Marienfeld, Pfarrer - Wendelin Siebrecht, Pfarrer - Otto Kimminich, Völkerrechtler - Gottfried Zieger, Völkerrechtler - Louis Ferdinand Prinz von Preußen - Dieter Blumenwitz, Völkerrechtler - Hans Schütz, Staatsminister a. D. - Heinz Rudolf Fritsche, Journalist - Herbert Marzian, Geschäftsführer des „Göttinger Arbeitskreises“ - Alexander Evertz, Pastor - Hubert Thienel, Prälat - Helmut Kohl - Alfred Dregger, Vorsitzender der CDU/CSU-Fraktion im Deutschen Bundestag - Franz Josef II., Fürst von und zu Liechtenstein - Friedrich Zimmermann, Bundesminister - Walter Becher, Alt-Sprecher der Sudetendeutschen LM - Johannes Otto, Chefredakteur - Franz Josef Strauß, Bayerischer Ministerpräsident - Karl Carstens, Altbundespräsident | - Herbert Fleissner, Verleger - Hans von Keler, Landesbischof i. R. - Gerhard Pieschl, Weihbischof - Reinhold George, Superintendent - Gerhard Mayer-Vorfelder, Staatsminister - Franz Kroppenstedt, Staatssekretär - Gebhard Glück, Staatsminister - Georg Brunner, Völkerrechtler - Werenfried van Straaten, Pater - Theodor Oberländer, Bundesminister a. D. - Herbert Czaja, Ehrenpräsident des Bundes der Vertriebenen - Franz Neubauer, Staatsminister a. D. - Alfred-Maurice de Zayas, Völkerrechtler und Historiker - Joachim Kardinal Meisner, Erzbischof - Lennart Meri, Staatspräsident von Estland - Herbert Hupka, Ehrenvorsitzender der Landsmannschaft Schlesien - Rudolf Wagner, Unterzeichner der Charta der deutschen Heimatvertriebenen - Friedrich Walter, Ehrenvorsitzender des Landesverbandes NRW des BdV - Rudolf Wollner, Ehrenvorsitzender des Landesverbandes Hessen des BdV - Kulturstiftung der deutschen Vertriebenen - Adalbert Kurzeja OSB, Abt - Tilman Zülch, Generalsekretär der Gesellschaft für bedrohte Völker - Suchdienst des Deutschen Roten Kreuzes - Kirchlicher Suchdienst - Erwin Teufel, Ministerpräsident von Baden-Württemberg - Bohumil Doležal, Politikwissenschaftler - Volksbund Deutsche Kriegsgräberfürsorge - Peter Glotz, Postum - Barbara Stamm, Staatsministerin - Katalin Szili, Präsidentin des ungarischen Parlaments - Robert Zollitsch, Erzbischof, Vorsitzender der Deutschen Bischofskonferenz - Heinz Schön, Autor - Otto Schily, Bundesminister des Innern a. D. - Klaus Johannis, Oberbürgermeister von Hermannstadt / Sibiu, Rumänien - Wolfgang Freiherr von Stetten - Roland Koch, Ministerpräsident a. D. - Rudolf Grulich - Horst Möller - Guido Knopp - Angela Merkel, Bundeskanzlerin (Ehrenplakette in Gold) - Freistaat Bayern - Land Hessen - Freistaat Sachsen - Großdechant Prälat Franz Jung, ehem. Visitator der Grafschaft Glatz - Fritz Wittmann, ehem. Präsident des Bundes der Vertriebenen - Helge Klassohn, ehem. Beauftragter der EKD für Fragen der Spätaussiedler und der Heimatvertriebenen - Joachim Gauck, Bundespräsident a. D. - Volker Bouffier, Ministerpräsident des Landes Hessen (Verleihung coronabedingt 2021) - Gerd Müller, Bundesminister für wirtschaftliche Zusammenarbeit und Entwicklung - Alfred Eisfeld, russlanddeutscher Historiker - Bernard Gaida, für die Arbeit der Arbeitsgemeinschaft Deutsche Minderheiten (AGDM) in der Föderalistischen Union Europäischer Nationalitäten (FUEN) - Christoph Bergner, Beauftragter der Bundesregierung für Aussiedlerfragen und nationale Minderheiten a. D.[veraltet] |